# Rodzimowierstwo bałtyjskie

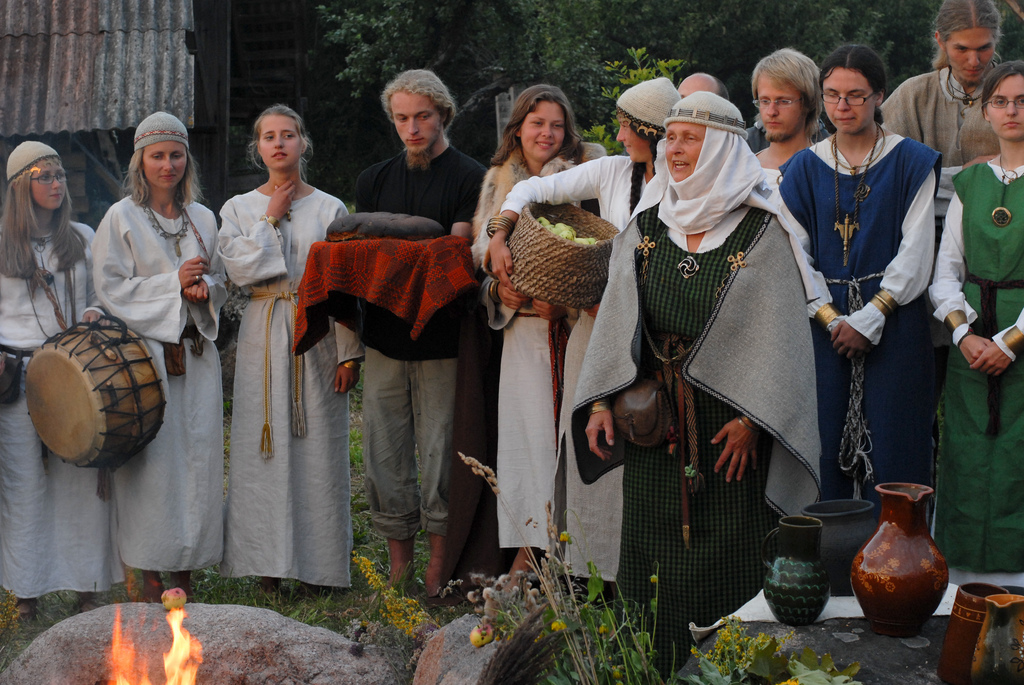
Romuvańska ceremonia rytualna.

Rodzimowierstwo bałtyjskie, rzadziej bałtyjskie neopogaństwo – kategoria autochtonicznych ruchów religijnych, rewitalizujących religię Bałtów wśród współczesnych społeczeństw bałtyjskich (głównie Litwinów i Łotyszy). Ruchy te sięgają początkami XIX wieku i zostały stłumione pod hegemonią Związku Radzieckiego; po jego upadku wznowiły działalność i rozkwitły wraz z przebudzeniem etnicznej i kulturowej tożsamości ludów bałtyckich, zarówno w ich krajach, jak i wśród społeczności emigrantów bałtyckich. Jednym z pierwszych ideologów odrodzenia religijnego Bałtów był poeta i filozof litewski z Prus, Vydūnas.

## Religie

### Dievturība
Dievturība (łotewski wyraz złożony oparty na Dievs „Bóg” plus turēt „trzymać”, „podtrzymywać”, „widzieć”, „zachować”; dosłownie „Bogotrzymanie”) rewitalizuje religię Łotyszy, również wśród społeczności emigrantów łotewskich w Kanadzie i Ameryce. Charakteryzuje się monistycznym podejściem teologicznym do bałtyckiego pogaństwa, traktującym wszystkich bogów i boginie oraz całą naturę jako przejawianie się Dievów. Wspólnym poglądem jest to, że Dievy są równocześnie transcendentnym źródłem rzeczywistości, źródłem energii materii i prawem porządkującym Wszechświat.
Ruch powstał w 1925 roku, zapoczątkowany przez Ernesta Brastiņša wraz z wydaniem książki zatytułowanej „Odrodzenie łotewskiego Bogotrzymania” (łot. Latvijas Dievtuŗu Draudzi). Po aneksji Łotwy przez Związek Radziecki wyznawcy Dievturīby zostali stłumieni, ale ruch wciąż działał wśród łotewskich uchodźców. Od lat 90. Dievturi został przywrócony na Łotwie i zaczął się ponownie rozwijać; w 2011 roku liczył około 663 zarejestrowanych członków.

### Druwi
Druwi (staropruskie słowo oznaczające „wiara”, pokrewne do drzewo; żmudzki: Druwē) jest bałtycką religią rodzimowierczą, odwołującą się do staropruskich korzeni i występującą najczęściej na Litwie. Wyznawcy utrzymują, że istnieją różnice w porównaniu z Romuvą, a także że dokładniej mówiąc Romuva może być uważana za szczególną formę Druwi.
Religia jest przede wszystkim reprezentowana instytucjonalnie przez „Akademię Bałtyjskiego Kapłaństwa Kurono” (lit. Baltųjų žynių mokykla Kurono), założoną w 1995 roku. Szkoli ona dojrzałych moralnie mężczyzn i kobiety od 18 roku życia do Darny jako kapłanów bałtyjskich. Podobnie jak Romuvanie, uznają Vydūnasa za swojego ojca założyciela. Teologia Druwi ma charakter monistyczny.

### Romuva

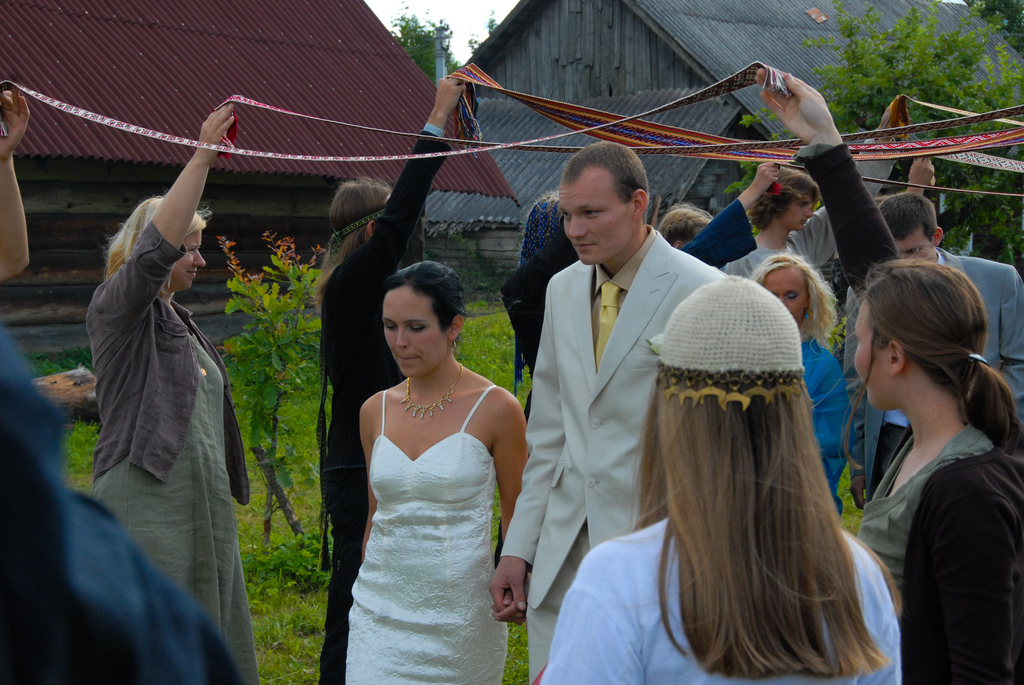
Ślub romuvański.

Romuva jest ruchem odrodzenia tradycyjnej religii etnicznej ludów bałtyckich, rewitalizującym praktyki religijne Litwinów przed ich chrystianizacją. Romuva deklaruje kontynuację żyjących bałtyjskich tradycji pogańskich, które przetrwały w folklorze i obyczajach.
Romuva działa przede wszystkim na Litwie, ale istnieją także zgromadzenia wyznawców w Australii, Kanadzie, Stanach Zjednoczonych i Anglii. Romuvanie przebywają również w Norwegii. Praktykowanie Romuvy jest postrzegane przez wielu zwolenników jako forma dumy kulturowej, wraz z kultywowaniem tradycyjnych form sztuki, przekazywaniem folkloru bałtyjskiego, uprawianiem tradycyjnych świąt, graniem tradycyjnej muzyki bałtyjskiej, śpiewaniem tradycyjnych Dain lub hymnów i piosenek, a także aktywizmem ekologicznym i opieką nad miejscami świętymi.